# 红苞喜林芋
红苞喜林芋又名紅帝王蔓綠絨，为天南星科喜林芋属下的一个物种。

## 图集
- 肉穗花序与佛焰苞
- 匍匐状态下的叶子
- 攀附的茎与叶形态
- 大型叶
- 亮绿色的栽培种——金黄红苞喜林芋（Philodendron erubescens 'Gold'）

## 扩展阅读
- 維基物種上的相關：红苞喜林芋